# Sette città di Cibola
Le sette città di Cìbola (o sette città d'oro) sono un luogo leggendario situato al di là del mondo conosciuto, dove sette vescovi fondarono sette città d'oro, nelle quali i bisogni materiali erano appagati.
La leggenda ebbe inizio nell'VIII secolo, quando gli arabi conquistarono la città di Mérida, in Spagna.
Da quell'assedio si originò la leggenda che sette vescovi scapparono al di là dell'oceano Atlantico, dove fondarono le mitiche sette città.
Le sette città di Cibola furono cercate a lungo da Francisco Vázquez de Coronado nella sua spedizione nel Vicereame della Nuova Spagna nel 1542.

## Influenza culturale
Diverse opere sono basate su immaginarie spedizioni alla ricerca delle mitiche città.
- Nel 1954 l'autore di fumetti Carl Barks si ispirò alla leggenda delle città perdute per la storia Zio Paperone e le sette città di Cibola, in cui le sette città vengono ritrovate dai paperi.
- Il film Le sette città d'oro del 1955 è incentrato sulla ricerca delle città.
- Corto Maltese di Hugo Pratt in una delle sue avventure, "L'angelo della finestra d'Oriente", cerca le Sette città di Cibola.
- Sergio Toppi sulle tracce delle misteriose città nel racconto a fumetti Il tesoro di Cibola, del 1992
- La serie animata Esteban e le misteriose città d'oro del 1982 è incentrata sulla ricerca delle città.
- Nel romanzo L'ombra dello scorpione di Stephen King, Donald Merwin Elbert (meglio conosciuto come "Pattumiera" o "Quello delle Pattumiere") scambia la città di Las Vegas per Cibola.
- Il videogioco The Seven Cities of Gold del 1984.
- La storia di Zagor Le sette città di Cibola, pubblicata nel 1995, scritta da Mauro Boselli e disegnata da Alessandro Chiarolla.
- Il film Il mistero delle pagine perdute del 2007, diretto da Jon Turteltaub, è incentrato sulla ricerca del mitico tesoro di Cibola.
- Il videogioco Uncharted: L'abisso d'oro del 2011 vede il protagonista, Nathan Drake, alla ricerca delle sette città di Cibola, costituite completamente da oro radioattivo.
- Cibola Burn, quarto romanzo della serie fantascientifica  The Expanse di James S. A. Corey, pubblicato nel 2014, si riferisce alle mitiche sette città nel titolo, alludendo in maniera metaforica all'ambientazione del romanzo.